# Claude Sempère
Pour les articles homonymes, voir Sempere.
Claude Sempère, né le 20 septembre 1964 à Dijon et mort le 29 novembre 2019 à Paris, est un journaliste et grand reporter français.

## Biographie

### Formation et débuts professionnels
Diplômé de l'Institut d'études politiques de Paris en 1987 puis du Centre de formation des journalistes en 1989, Claude Sempère rejoint en 1990 le service d'informations générales d'Antenne 2, devenue France 2 en 1992.

### Carrière professionnelle
Grand reporter pour le magazine Envoyé spécial, il obtient le prix Albert-Londres en 1997 pour un reportage sur le milieu corse diffusé le 10 octobre 1996 qui comportait notamment le témoignage de Claude-Antoine Bourgeois, un jeune Corse, enlevé et menacé de mort par une faction du Front de libération nationale corse (FLNC), puis libéré contre rançon.
Claude Sempère n'hésitait pas à porter un regard critique sur son propre métier, relatant la mise en scène de combattants de l'Alliance du Nord en Afghanistan par une équipe espagnole ou filmant un moudjahidin proposant une démonstration de son canon d'artillerie à son équipe de reportage.

### Vie privée
Il était l'époux de Dominique Lagrou-Sempère, grand reporter au groupe TF1, avec laquelle il avait eu deux enfants.

### Décès
Claude Sempère meurt d'un cancer des poumons à l'âge de 55 ans, à la suite d'une lutte de deux ans contre la maladie. À l'annonce de son décès, de nombreux confrères et consœurs expriment leur émotion, comme Rebecca Sunner, productrice de Brut America, qui a salué « un modèle de journalisme, un cœur immense et la première personne à m’avoir donné ma chance dans ce métier », Stéphanie Perez, grand reporter à France Télévisions, qui se souvient d'un « conteur hors pair, journaliste sensible, modèle d’écriture » ou Apolline de Malherbe qui décrit ainsi celui qui lui avait appris à faire ses premiers directs : « Il était exigeant et bienveillant, il aimait transmettre. Un homme formidable. ».
Ses obsèques se déroulent le 6 décembre 2019 en l'église Saint-Nicolas-et-Saint-Marc de Ville-d'Avray (Hauts-de-Seine).